# Sebastián Martínez (meksykański piłkarz)
Sebastián Martínez Cruz (ur. 25 kwietnia 2003 w Torreón) – meksykański piłkarz występujący na pozycji defensywnego pomocnika, od 2022 roku zawodnik Amériki.